# Tweetandschelpje
Het tweetandschelpje (Kurtiella bidentata (Montagu, 1803), synoniem: Mysella bidentata (Montagu, 1803)) is een in zee levende tweekleppige uit de familie van de Montacutidae. De wetenschappelijke naam van de soort is, als Mya bidentata, voor het eerst geldig gepubliceerd in 1803 door Montagu.

## Beschrijving

### Schelpkenmerken
De schelp is vrij dunschalig en plat en heeft een scheef ovale vorm. Het schelpoppervlak is vrijwel zonder sculptuur, (er zijn alleen wat fijne groeilijnen) en is matglanzend. De kleur van de schelp is wit tot lichtgeel, het periostracum is licht bruingeel, maar is vaak (gedeeltelijk) verdwenen. Het slot van de rechterklep heeft geen cardinale tanden, er zijn wel twee laterale tanden. De linkerklep heeft alleen twee onduidelijke cardinale tanden. De schelp heeft een inwendige slotband. Een mantelbocht ontbreekt.

### Afmetingen van de schelp
Lengte tot 5,5 mm, hoogte tot 4 mm.

### Habitat en levenswijze
Het tweetandschelpje leeft vanaf de laagwaterlijn tot enkele tientallen meters waterdiepte. Het dier leeft ingegraven in fijne zand- en modderbodems en leeft in gezelschap van andere bodemdieren zoals hartegels (Echinocardium cordatum (Pennant)), een soort zee-egel, en slangsterren.

### Voorkomen
Algemeen in de Noordzee.

### Fossiel voorkomen
In het Noordzeegebied bekend uit Pliocene en Kwartaire mariene afzettingen. Niet algemeen.